# اسم التحبب
اسم التحبب أو اسم الدلع هو اسم يستخدم لإظهار المودة تجاه شخص ما. قد يكون الاسم تصغيرًا لاسم الشخص وشاعت في اللهجات العامية لذلك صيغة فعُّولة مثل أمورة لاسم أميرة.